# Korikoszi Mária örmény királyné
Korikoszi Mária (Kis-Örményország (Kilikia) (ma Törökország), 1321 – Jeruzsálem, 1377/1405), az Idősebb Mária királyné, örményül: Մարիա Կոռիկոսի, franciául: Marie de Korikos, örmény királyné, Örményország régense, III. Konstantin örmény király felesége. I. Izabella örmény királynő és I. Hetum örmény király, valamint V. István magyar király ükunokája. I. Johanna nápolyi királynő és I. Lajos magyar király másodfokú unokatestvére. Oghruy Mária örmény királyné nagynénje. Az örmény királyi ház, a Szaven-Pahlavuni-dinasztia korikoszi ágának a tagja.

## Élete
Apja Osin, Korikosz ura és Örményország régense (–1329), a történetíró Korikoszi Hetum (1314/18) és Ibelin Izabella szidoni úrnő (–1306 után) fia. Mária nagyanyja, Ibelin Izabella I. Izabella örmény királynő és I. Hetum örmény király unokája volt lányuk, Szaven-Pahlavuni Mária (–1310 után) örmény királyi hercegnő révén, aki Ibelin Guidóhoz (1235/40–1270 után/1289 előtt), Ibelin Baldvin ciprusi udvarmester fiához ment feleségül.
Korikoszi Mária édesanyja Anjou Johanna tarantói hercegnő, Irén néven örmény királyné, I. Osin örmény király özvegye volt.
Anjou-Tarantói Johanna I. (Anjou) Fülöp (1278 körül–1332) tarantói hercegnek és Angelina Tamar (Katalin) (1277–1311) úrnőnek, I. Nikeforosz Angelosz epiroszi despota lányának volt a leánya. Anjou Johanna tarantói hercegnő Irén néven 1316-ban I. Osin örmény király második feleségeként Örményország királynéja lett, majd férje meggyilkolása után a mostohafia, a kiskorú IV. Leó nevében régensként uralkodó Korikoszi Osin erőszakkal feleségül vette, és ebből a házasságból született Mária királyné. Mária az anyja, Tarantói Johanna örmény királyné révén I. Johanna nápolyi királynő másodfokú unokatestvére és I. Johanna második férjének, Tarantói Lajosnak az unokahúga is volt. Tarantói Johanna örmény királyné tehát féltestvére volt mind Tarantói Lajos nápolyi királynak és II. Fülöp tarantói hercegnek, címzetes konstantinápolyi császárnak, Anjou Erzsébet magyar hercegnő férjének is, akik mivel az apjuk második házasságából származtak, az unokahúgukkal, Korikoszi Máriával voltak nagyjából egyidősek. Miután pedig Tarantói Johanna királyné I. Károly (Róbert) magyar király elsőfokú unokatestvére is volt, mindketten II. Károly nápolyi királynak és Árpád-házi Mária magyar királyi hercegnőnek, V. István magyar király lányának voltak az unokái, így az ő gyerekeik, I. Lajos magyar király és Korikoszi Mária másodfokú unokatestvérek voltak.
Korikoszi Mária testvérei voltak: féltestvére Aliz (–1329), IV. Leó örmény király (1308/09–1341) első felesége és édestestvére egy ismeretlen nevű korikoszi úrnő, aki  Osinhoz, Oghruy urához ment feleségül, és Máriának, az Ifjabb Mária királynénak és Asot örmény trónkövetelőnek volt az anyja. Korikoszi Mária 1340 körül Konstantinhoz, Neghir urához (1313–1362) ment feleségül, aki az 1226 óta uralkodó örmény királyi ház, a Szaven-Pahlavuni-dinasztia neghiri ágából származott. Férje II. (Lusignan) Konstantin meggyilkolása után, 1344-ben lett Örményország királya III. Konstantin néven. Férje 1362. december 21-én vagy 1363. január 3-án meghalt, és ezután az özvegy Mária királyné, aki még férje életében elvesztette a fiait, régens királynéként uralkodott tovább, és királycsináló pozícióba került. Jelöltjét, Lusignan Leót, Lusignan János néhai örményországi régens házasságon kívül született fiát, aki a nyugati orientációt képviselte, ekkor még nem sikerült trónra juttatni. Helyette férjének elsőfokú unokatestvérét, a szintén a neghiri ágból származó Konstantint (1324–1373) választották királlyá IV. Konstantin néven 1365-ben. Mária özvegy királyné kezdeményezésére unokahúga, Oghruy Mária 1369-ben feleségül ment IV. Konstantin örmény királyhoz, aki így az Ifjabb Mária királyné megkülönböztető elnevezést nyerte el. IV. Konstantint azonban 1373. márciusában meggyilkolták, és mivel házassága az Idősebb Mária királyné unokahúgával gyermektelen maradt, ismét Korikoszi Mária királyné lett a régens, és került újra a királycsináló pozícióba. Az idősebb Mária királyné ösztönzésére végre egykori pártfogoltját, Lusignan Leó korábbi örmény trónkövetelőt hívták meg a trónra 1374-ben. Mária 1374-ben a régensi feladatot megosztotta Lusignan Bertalannal, aki az új király, V. (Lusignan) Leó elsőfokú unokatestvére volt. Az újdonsült uralkodó, V. Leó és felesége, Soissons Margit örmény királyné megérkezésükkor a kincstárat üresen találták, melyért a régens királyné is nagyban felelős volt, de természetesen pártfogoltja és lekötelezettje, V. Leó nem vonta ezért felelősségre, de a körülmények sem kedveztek a tisztogatásnak, hiszen pár hónap múlva az egyiptomi hadsereg elfoglalta az örmény fővárost, Sziszt, és megsemmisítette az örmény államot. A királyt és családját Kairóba deportálták. 
Mária királynénak és III. Konstantin örmény királynak a házasságából feltehetően két fiú született, akik még szüleik életében meghaltak. Az idősebb fiú Leó (1338–1357 előtt) herceg volt, aki viszont eszerint a szüleik esküvője után született volna, mert bár a királyi pár pontos házassági időpontja nem ismert, a házasságkötést mégis 1340 körülire, tehát Leó herceg születése utánra teszik. A fiatalabb fiú pedig Osin (1345 előtt–1356/57) herceg volt, akinek a születését már a szülei menyegzője utánra feltételezik a források.
Mária királyné Jeruzsálemben halt meg 1377-ben vagy 1405-ben, és Jeruzsálemben, az örmény rítusú Perzsiai Szent Jakab kolostorban (templom) helyezték örök nyugalomra.

## Gyermekei
- Férjétől, III. (Neghiri) Konstantin (1313–1362/63) örmény királytól, 2 fiú:
  - Leó (1338. augusztus 15. – 1357 előtt) örmény királyi herceg és trónörökös
  - Osin (1345 előtt–1356/57) örmény királyi herceg és trónörökös

## Külső hivatkozások
- Foundation for Medieval Genealogy/Armenia Kings Genealogy/Constantine III – 2014. június 1.
- Foundation for Medieval Genealogy/Armenia Kings Genealogy/Marie of Korikos – 2014. június 1.
- A History of Armenia by Vahan M. Kurkjian, 1958 – 2014. június 1.

| Előző Szürgiannaina Teodóra | Örmény királyné 1344 – 1362 | Következő Aragóniai Eleonóra |

| Előző III. (Neghiri) Konstantin IV. (Neghiri) Konstantin | Örmény király 1362/63 – 1365 (Régens) 1373–1374 (Régens) | Következő IV. (Neghiri) Konstantin V. (Lusignan) Leó |